# Classic Army
Classic Army is een merk van airsoftwapens. De fabrikant is in Hongkong gevestigd, en maakt deel uit van Yick Fung Metal&Plastic Manufacturing Ltd, een bedrijf dat zich vooral richt op het maken van kinderspeelgoed.

## Soorten Wapens
Classic Army richt zich vooral op het maken van Airsoft Electric Guns, of AEG's. Zij worden voorzien van elektriciteit door middel van herlaadbare NiMH of NiCd accu's. AEG's zijn meestal gemaakt van metaal of hoogwaardig kunststof, genaamd ABS (Acrylonitril-butadieen-styreen).
Classic Army maakt ook springguns, vooral scherpschuttersgeweren en pistolen, ook wel handwapens. Ook hebben zij enkele aanvalsgeweren, die dan steeds opgespannen moeten worden met een veer, vooraleer men een kogeltje kan schieten. 
Een kogeltje wordt in het algemeen weggeschoten met snelheden van 85 tot 115 meter per seconde. 
Classic Army heeft ook een Sportsline series, dit zijn de ietwat goedkopere wapens, die vaak zeer eenvoudig zijn en steeds een ABS-behuizing hebben, in plaats van metaal. Maar sinds kort zijn er wel enkele Sportsline modellen, die wel uitgerust zijn met een metalen behuizing.

## Munitie
Zoals alle andere airsoftguns, maken ook de wapens van dit merk gebruik van de zogenaamde BB's. Sommige BB’s zijn biologisch afbreekbaar, andere niet. Deze BB’s zijn vaak 6 tot 8 millimeter groot en hun gewicht varieert vanaf 0,12 gram tot 0,50 gram. Bij het spelen van airsoft wordt veel gebruikgemaakt van 0,20-gram tot 0,25-gram 6-mm BB’s en bij zogenaamde "scherpschuttersgeweren" van 8-mm BB's met een gewicht rond de 0,35 gram. Meestal worden de 0,20-gram BB's aangeraden voor optimaal bereik en nauwkeurigheid.